# Синдром затримки фази сну
Синдром затримки фази сну — хронічний розлад циркадного ритму, що спричиняє дуже пізнє засинання (часто після 01:00) та пізнє пробудження з неможливістю зсунути сон на ранішій час. Крім часу сну у пацієнтів зсунуті ритми вироблення гормонів і ритм температури тіла.
Спроби змусити себе рано вставати (наприклад, за допомогою будильника) не призводять до ранішого засинання, на відміну від більшості людей, а лише спричиняють недосипання, бажання спати вдень та зниження працездатності. Пацієнти можуть заснути раніше, тільки якщо дуже страждають від недосипання (наприклад, не спали вночі взагалі), але й це зазвичай не призводить до  ранішого засинання в наступні дні.
Пацієнти зазвичай засинають з 01:00 до 06:00, але заснувши, мають якісний сон нормальної, як для свого віку, тривалості, якщо не страждають від інших порушень сну. Це відрізняє їх від пацієнтів із безсонням. Основними проблемами є дуже важкий підйом рано вранці та недосипання. За можливості спати за своїм розкладом, наприклад, із 02:00 до 10:00, сон пацієнтів покращується.
Синдром затримки фази сну слід відрізняти від соціального джетлагу, коли пізнє засинання зумовлено поведінкою людини, наприклад, відвідуванням дискотек на вихідних або надмірним використанням комп'ютера перед сном.

## Діагностика
Синдром затримки фази сну можна діагностувати за допомогою щоденника сну або актиграфії. Іноді використовується полісомнографія, перш за все, щоб виключити інші порушення сну. На жаль, попри наявність синдрому в Міжнародній класифікації хвороб і в Міжнародній класифікації розладів сну, більшість лікарів не знають про існування синдрому і, або не визнають проблему пацієнта як медичну, або помилково діагностують його як безсоння чи психічний розлад. Сомнологи вказують, що при підготовці лікарів потрібно приділяти більше уваги порушенням сну.

### Критерії тяжкості
Міжнародна класифікація розладів снувстановлює такі критерії тяжкості:
- Легка: сон не настає протягом 2 годин щодо бажаного часу засинання на тлі легкої соціальної або професійної дисфункції.
- Середня: сон не настає протягом 3 годин на тлі середньої дисфункції.
- Тяжка: сон не настає протягом 4 годин на тлі тяжкої дисфункції.

## Етіологія

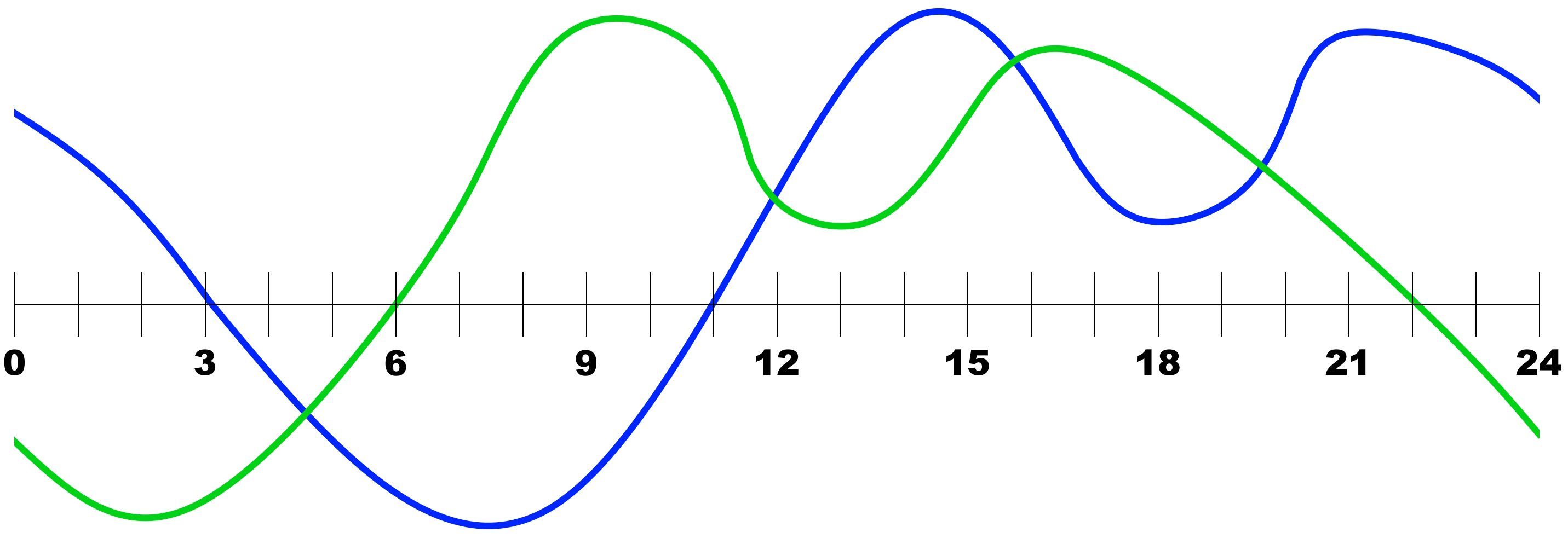
Циркадний ритм сну-неспання в нормі (зелений графік) і при синдромі затримки фази сну (синій графік)

Синдром часто розвивається в підлітковому віці, але багато пацієнтів мали тенденцію до пізнього засинання і в дитячому віці.
Серед ймовірних причин синдрому виділяють:
- надмірну чутливість до вечірнього світла;
- слабку чутливість до ранкового світла;
- ендогенна тривалість циркадного ритму, що значно перевищує 24 години.[6]

У більшості випадків причина синдрому залишається невідомою. Синдром часто успадковується; деякі дослідження припускають, що проблема може бути пов'язана з генами hPer3 (human period 3) та CRY1. Задокументовані випадки переходу синдрому затримки фази сну в синдром не-24-годинного сну-неспання, при якому пацієнт кожен день засинає все пізніше і пізніше. Також є кілька задокументованих випадків розвитку синдрому затримки фази сну і синдрому-24-годинного сну-неспання після черепно-мозкової травми.

## Лікування
На 2018 рік не існувало способу позбутися синдрому затримки фази сну. Снодійні зазвичай неефективні. Але існують методи, що дозволяють, за умови щоденного застосування, зсунути циркадний ритм на більш ранній час. У важких випадках необхідно підлаштовувати соціальні обов'язки під зручний для пацієнта час[джерело не вказане 2649 днів].

### Фототерапія

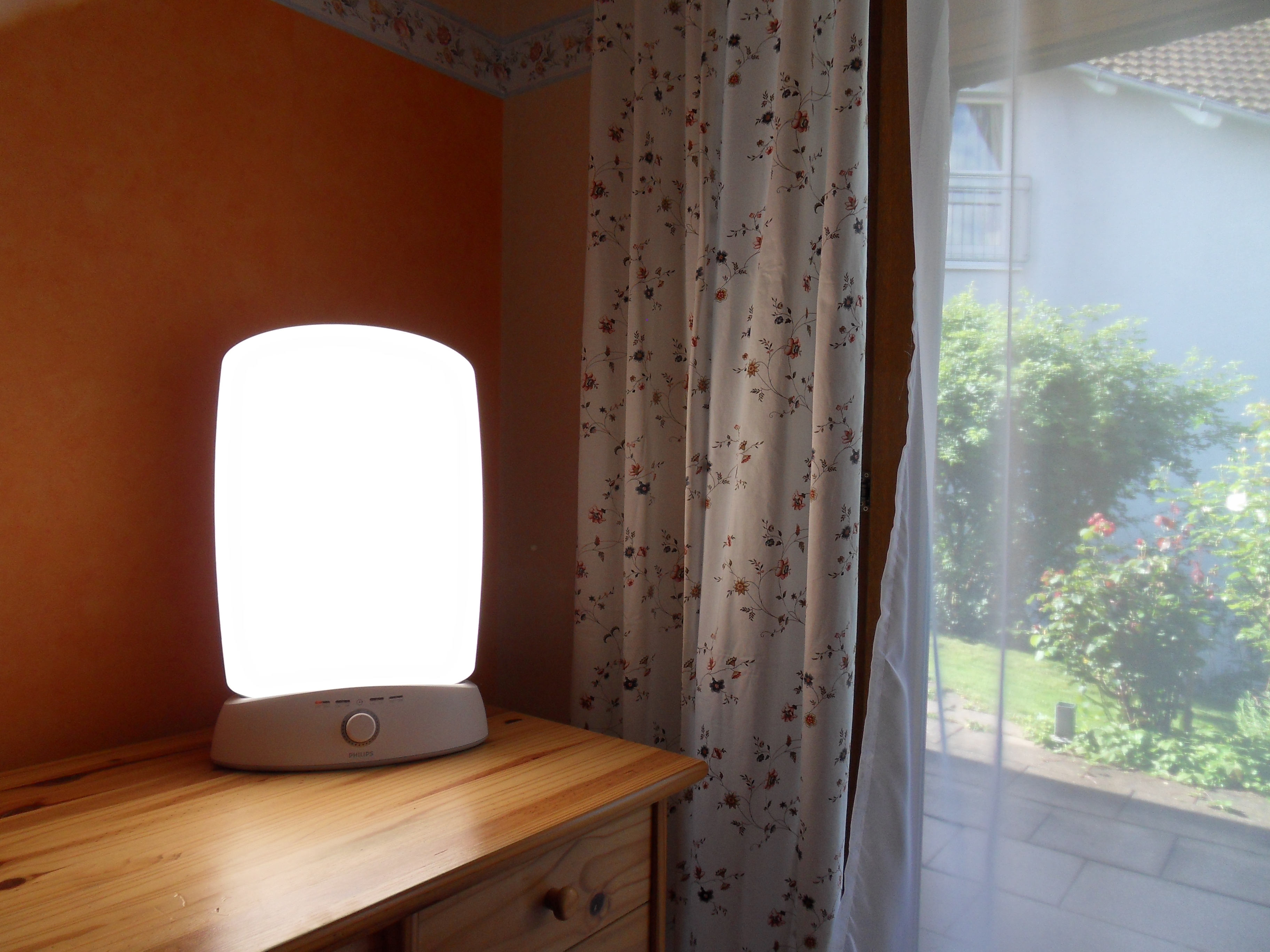
Освітлення, створюване лампою має бути порядка сонячного освітлення

Потрапляючи на сітківку ока, світло впливає на клітини ipRGC, які пов'язані із супрахіазматичним ядром — відділом мозку, що керує циркадними ритмами. Світло є основним джерелом інформації про час.
Відразу після пробудження або навіть за кілька годин до нього можна застосовувати яскраве світло (близько 2500-10000 люкс протягом від 30 хвилин до 2-х годин), а ввечері уникати світла, особливості в блакитній частині спектра, який випромінюють ноутбуки, смартфони та інша техніка.

### Мелатонін
Мелатонін часто продається у великих дозах (близько 3 мг) і рекомендується до вживання за годину до сну. Але, згідно з кривою реакції фази, прийом у такий час несуттєво впливає на циркадний ритм. Для зсуву циркадного ритму на більш ранній час мелатонін варто вживати в невеликій дозі (0, 5 мг) за 6-8 годин до природного (без прийому медикаментів) часу засинання. Час прийому набагато важливіший за дозу: прийом 0,3 мг і 3 мг мелатоніну має практично однаковий ефект на циркадний ритм, але прийом дуже великих доз (порядка 10 мг) може бути контрпродуктивним.

### Хронотерапія затримки фази
Суть хронотерапії затримки фази в тому, що пацієнт кожного дня лягає спати на кілька годин пізніше, доки не буде досягнуто бажаного часу засинання. Наприклад, якщо пацієнт спав з 03:00 до 12:00, то можна застосувати такий режим:
- День 1: сон з 06:00 до 15:00;
- День 2: сон з 09:00 до 18:00;
- День 3: сон з 12:00 до 21:00;
- День 4: сон з 15:00 до 00:00;
- День 5: сон з 18:00 до 03:00;
- День 6: сон з 21:00 до 06:00.

Після хронотерапії потрібно суворо дотримуватися гігієни сну, бо організм буде мати тенденцію до зсуву часу сну на різній час.
Хронотерапія затримки фази небезпечна: вона може призводити до синдрому не-24-годинного сну-неспання, при якому пацієнт кожного дня засинає все пізніше й пізніше.

## Прогноз
Синдром затримки фази сну негативно впливає на життя пацієнта. Нездатність спати в потрібний час та сон вранці часто розглядають не як медичну проблему, а як ознаку лінощів та недисциплінованості, особливо коли вони призводять до запізнень. Недосипання призводить до погіршення самопочуття й зниження працездатності, особливо в ранкові години. Неможливість заснути в потрібний час також часто вважається дисциплінарною або психологічною проблемою, особливо коли мова йде про підлітків.
У випадках, коли синдром затримки фази сну неможливо усунути наявними методами, єдиним виходом залишається адаптація життя пацієнта під їх режим сну.
Близько 50 % пацієнтів із такою проблемою відповідають критеріям клінічної депресії щонайменше середнього ступеня тяжкості. Невідомо, чи викликана депресія тією ж біологічною причиною, що й сам синдром, чи спровокована недосипанням і соціальними проблемами пізнього режиму сну.

## Епідеміологія
Поширеність синдрому складно оцінити, перш за все через те, що не ясно, в яких випадках пізніше засинання підтримується поведінкою людини, а в яких зумовлене біологічними факторами. За даними різних досліджень, поширеність серед дорослих коливається від 0,13 % до 3 %, а серед підлітків — від 3 % до 16 %.